# Jäger-Regiment zu Pferde Nr. 4

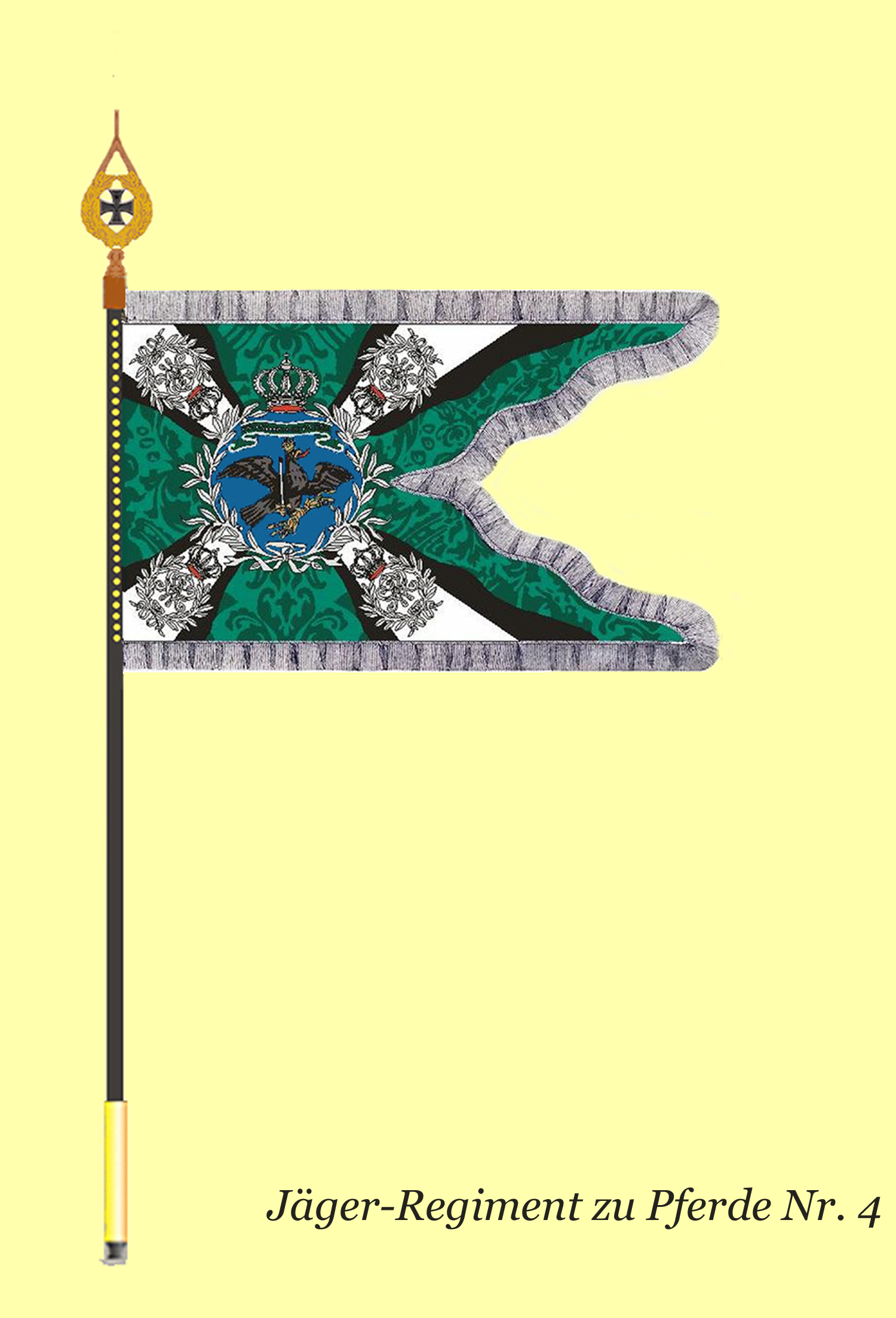
Standarte des Regiments

Das Jäger-Regiment zu Pferde Nr. 4 war ein Kavallerieverband der Preußischen Armee.

## Geschichte

### Aufstellung
Durch Allerhöchste-Kabinetts-Order (A.K.O.) vom 1. Juli wurde zum 1. Oktober 1906 (Stiftungstag) die Aufstellung des Jäger-Regiments zu Pferde Nr. 4 mit fünf Eskadronen befohlen.
Zu dieser Aufstellung mussten abgeben:
- das Husaren-Regiment „Fürst Blücher von Wahlstatt“ (Pommersches) Nr. 5 die 2. Eskadron
- das Ulanen-Regiment „Graf zu Dohna“ (Ostpreußisches) Nr. 8 die 2. Eskadron
- das Grenadier Regiment zu Pferde Nr. 3 die 1. Eskadron

des Weiteren wurden die bisher selbstständigen
- Eskadrons Jäger zu Pferde Nr. 1 und XVII in das neue Regiment eingegliedert.

Als Garnison wurde die Stadt Graudenz zugewiesen. Das Regiment war der 35. Kavallerie-Brigade unterstellt.

### Erster Weltkrieg
Nach der Mobilmachung im Juli 1914 wurde der Regimentsverband aufgelöst und die Eskadronen – ihrer Bestimmung als Melde- und Verbindungsreiter gemäß – auf verschiedene Infanteriedivisionen aufgeteilt.
Die Eskadronen wurde ausschließlich im Osten eingesetzt und versahen ihren Dienst in Russisch-Polen, Galizien, Rumänien und Kurland. Der Kavalleriestatus blieb bis Kriegsende erhalten.
Die Tradition des Regiments übernahm in der Reichswehr die Ausbildungs-Eskadron des 5. (Preußisches) Reiter-Regiments in Stolp.

### Uniform
Muster wie Kürassiere, jedoch mit folgenden Änderungen:
- Graugrüner Koller (ab 1910) Waffenrock mit schwedischen Aufschlägen, Aufschläge und alle Vorstöße hellgrün, Schulterklappen jedoch mit hellblaue Vorstöße als Abzeichenfarbe. Um Kragen und Aufschläge verliefen hellgrüne Borten, die einen breiten Mittelstreifen und schmale Randstreifen in der Abzeichenfarbe hatten. Für Offiziere bestand der Besatz in goldener oder silberner Tresse mit schmalen Randstreifen in Abzeichenfarbe.

Feldmütze: Von graugrüner Farbe mit hellgrünen Besatzstreifen und hellblauen Vorstößen
- Helm: Ähnlich wie Kürassierhelm, aus geschwärztem Stahlblech mit Dragoneradler. Ränder mit neusilbernen Einfassungsschienen. Spitze wie Dragonerhelm mit kleeblattförmigem Aufsatz. (Offiziere mit gekehlter Spitze wie Kürassier-Offiziere.) Gewölbte Schuppenkette aus Tombak.
- Kürassier Stiefel aus naturbraunem Leder
- Lanzenflagge. Weiß-Schwarz

### Kommandeure
| Dienstgrad     | Name                    | Berufung          | Abberufung        |
| -------------- | ----------------------- | ----------------- | ----------------- |
| Oberstleutnant | Hermann Heidborn        | 01. Oktober 1906  | 26. Juni 1908     |
| Major          | Georg Saenger           | 27. Juni 1908     | 21. März 1913     |
| Major          | Hugo von Loen           | 22. März 1913     | 10. November 1914 |
| Major          | Eberhard von Schroetter | 11. November 1914 | 17. Juni 1917     |
| Major          | Wilhelm Kügelgen        | 18. Juni 1917     | 1919              |